# Willie Anderson (golf)
Pour les articles homonymes, voir Willie Anderson et Anderson.
William Law Anderson (21 octobre 1879-25 octobre 1910) est un immigrant écossais aux États-Unis qui est devenu le premier golfeur à remporter quatre US Open, avec des victoires en 1901, 1903, 1904 et 1905. Il reste le seul homme à avoir remporté trois titres consécutifs, et seul Bobby Jones, Ben Hogan, et Jack Nicklaus ont égalé son total de quatre championnats. Il est membre du World Golf Hall of Fame.